# Stade Kim Il-sung
Le stade Kim Il-sung (en coréen : 김일성경기장), situé en Corée du Nord, dans la capitale Pyongyang, est l'enceinte historique des Chollima, la sélection nord-coréenne de football. La sélection y dispute la majorité de ses rencontres à domicile depuis 1964.

## Histoire
Inauguré en 1926 sous le nom de stade Girimri (기림리공설운동장), cette enceinte a également accueilli jusqu'en 1989 des meetings politiques. Le stade a été reconstruit en 1969 et prend alors le nom de stade de Moranbong, du nom du club de Pyongyang qui y joue ses rencontres à domicile, le Moranbong SC. En 1982, le stade est rénové et rebaptisé en l'honneur du Grand Leader, Kim Il-sung. La capacité actuelle de l'enceinte est de 50 000 places. Il est aujourd'hui principalement utilisé pour les rencontres à domicile des équipes nationales (masculines et féminines) et du Pyongyang CSG et a accueilli les spectacles de masses jusqu'en 1989, année de l'inauguration du Stade du Premier-Mai.
Le départ et l'arrivée du marathon de Pyongyang, organisé chaque année, ont lieu dans l'enceinte même du stade.

## Galerie

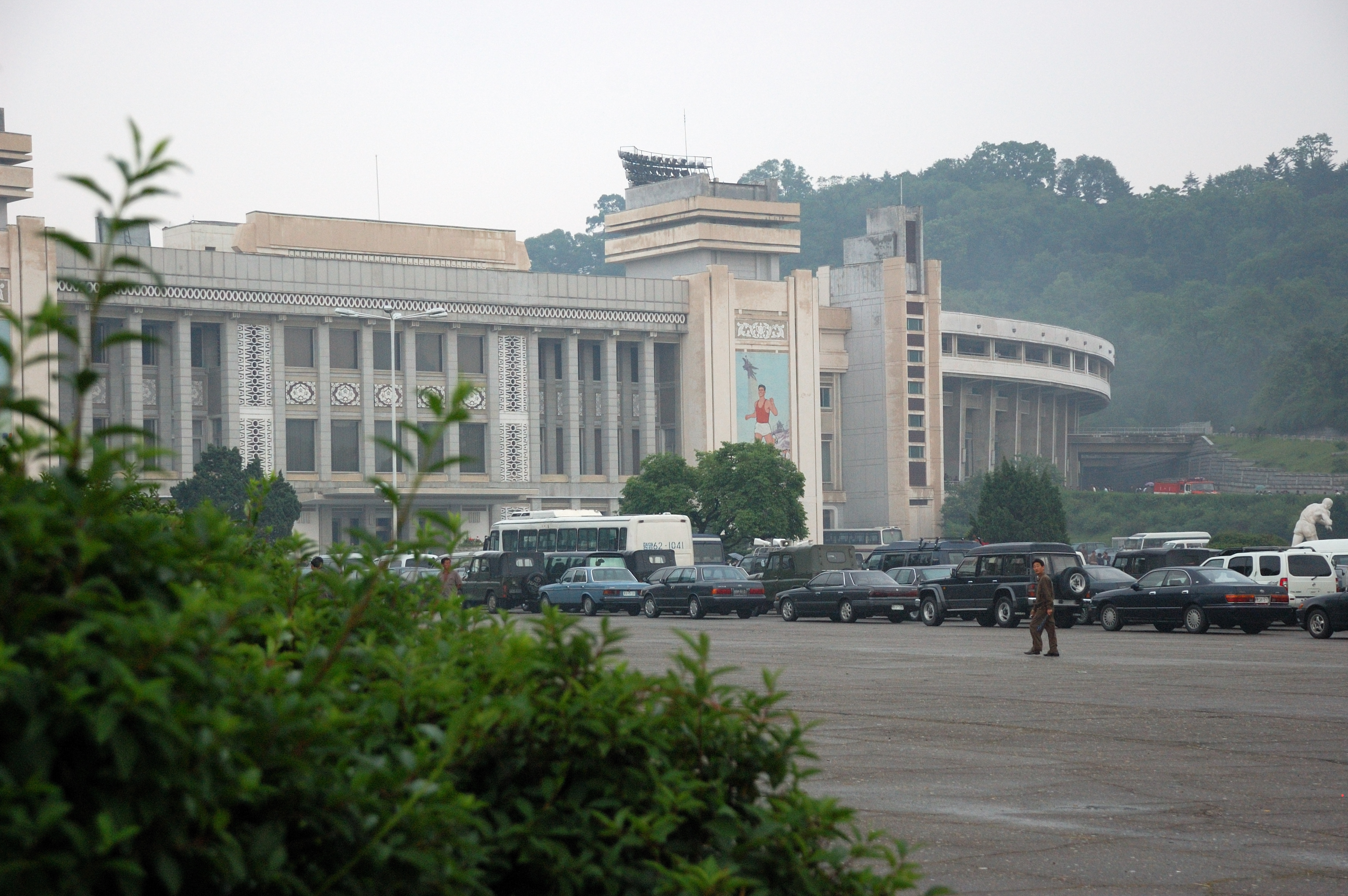
Vue latérale du stade.
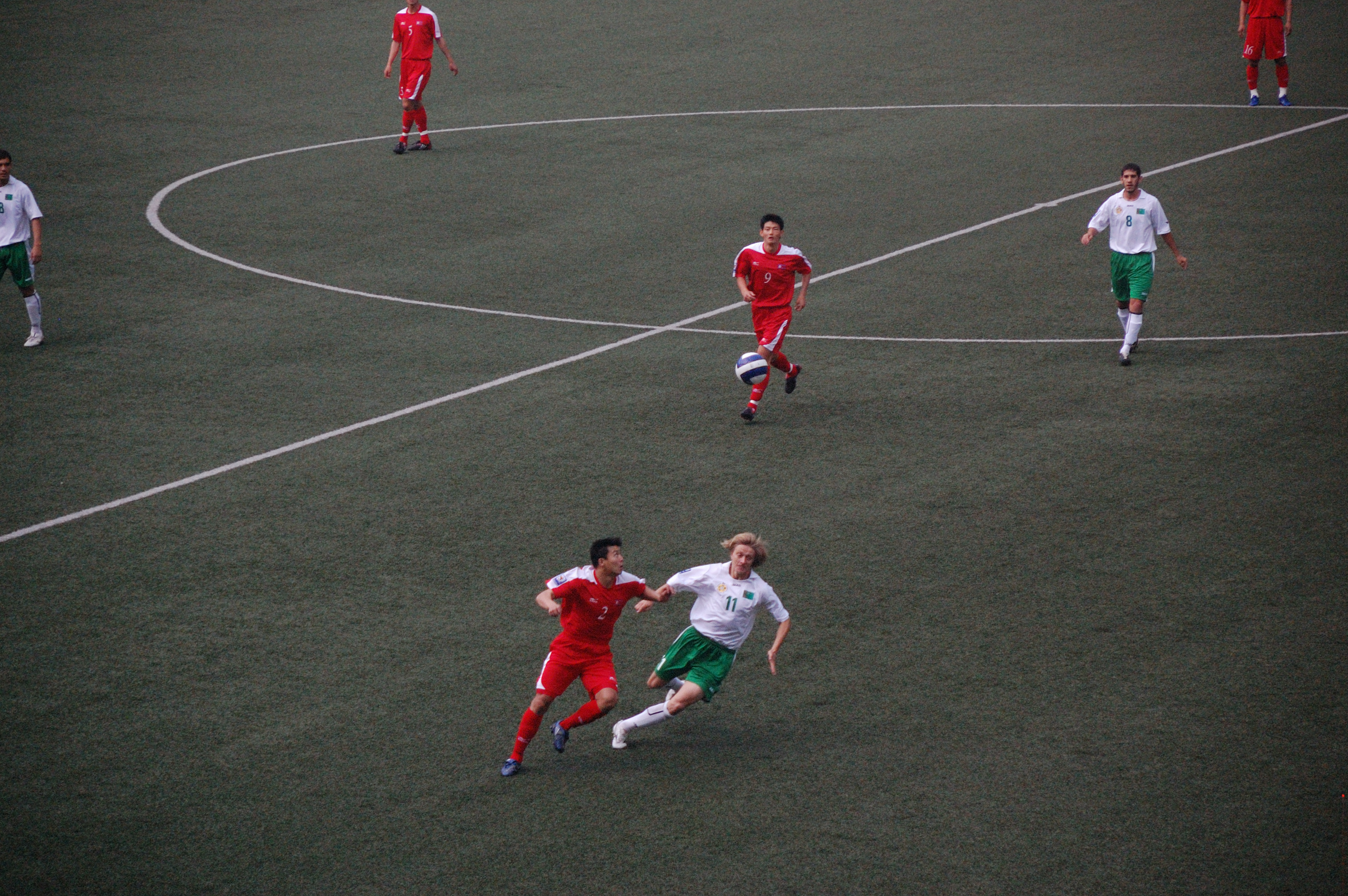
Rencontre internationale Corée du Nord-Turkménistan, juin 2008.
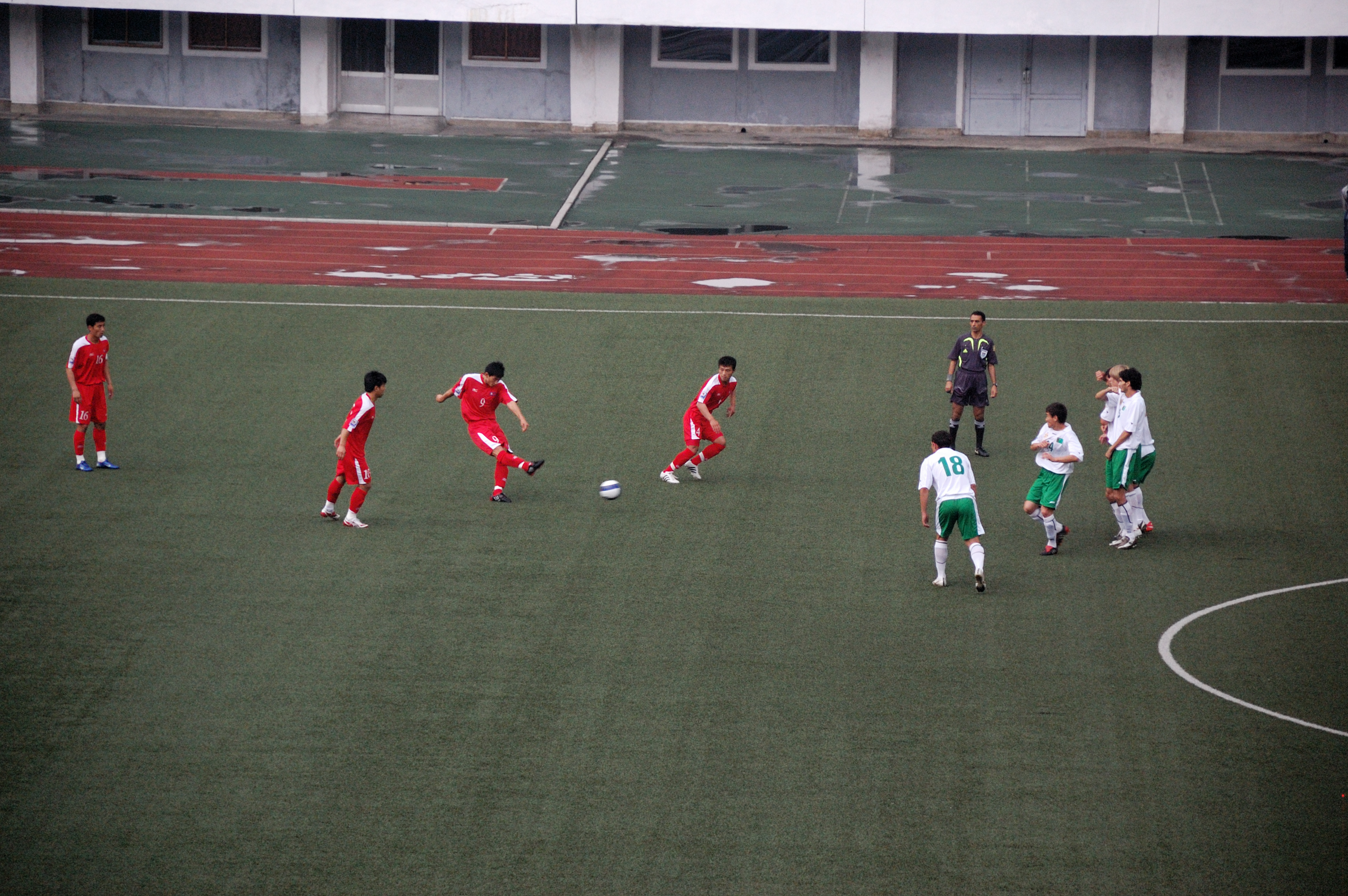
Rencontre internationale Corée du Nord-Turkménistan, juin 2008.
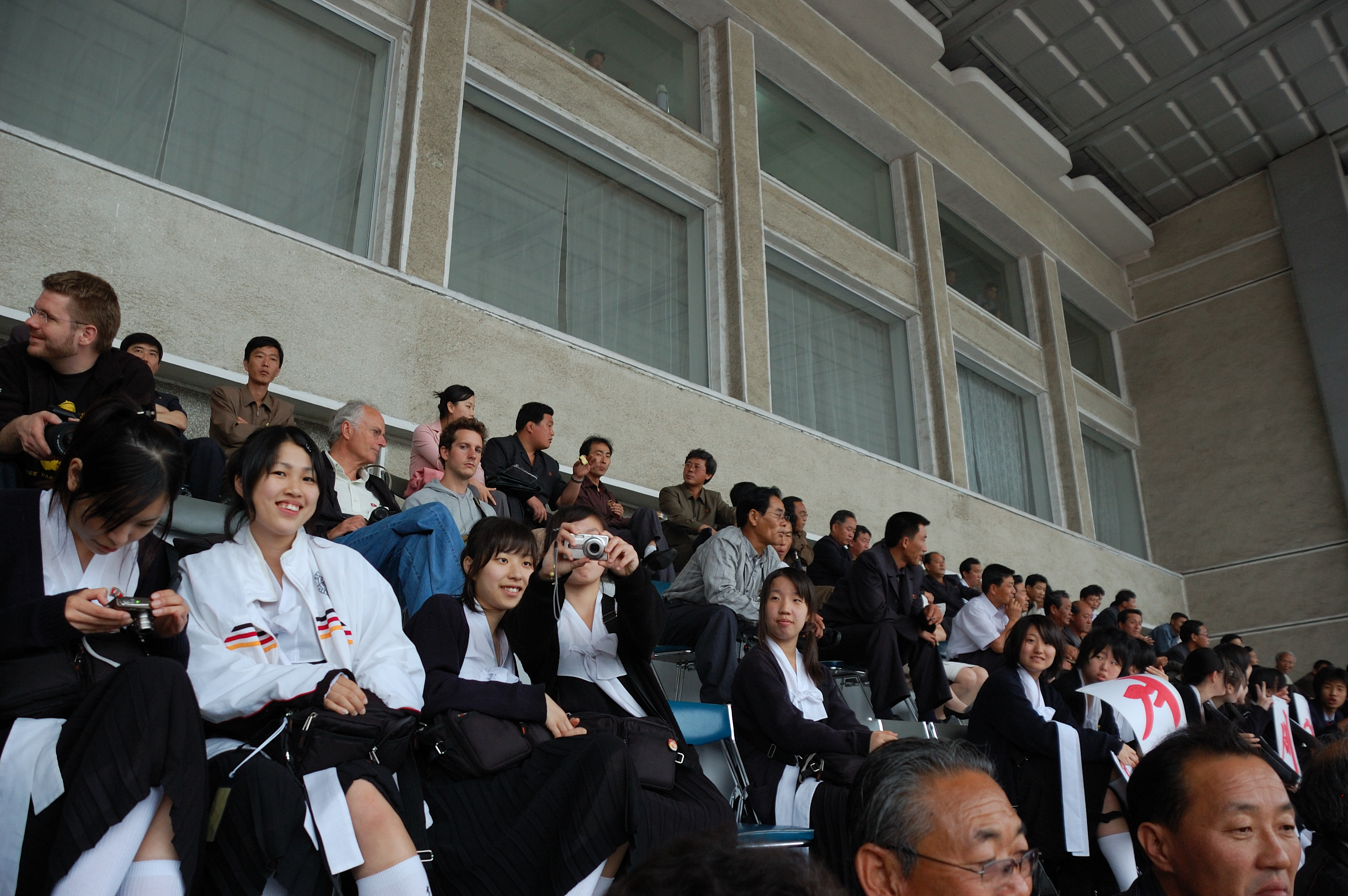
Public lors de la rencontre internationale Corée du Nord-Turkménistan, juin 2008.
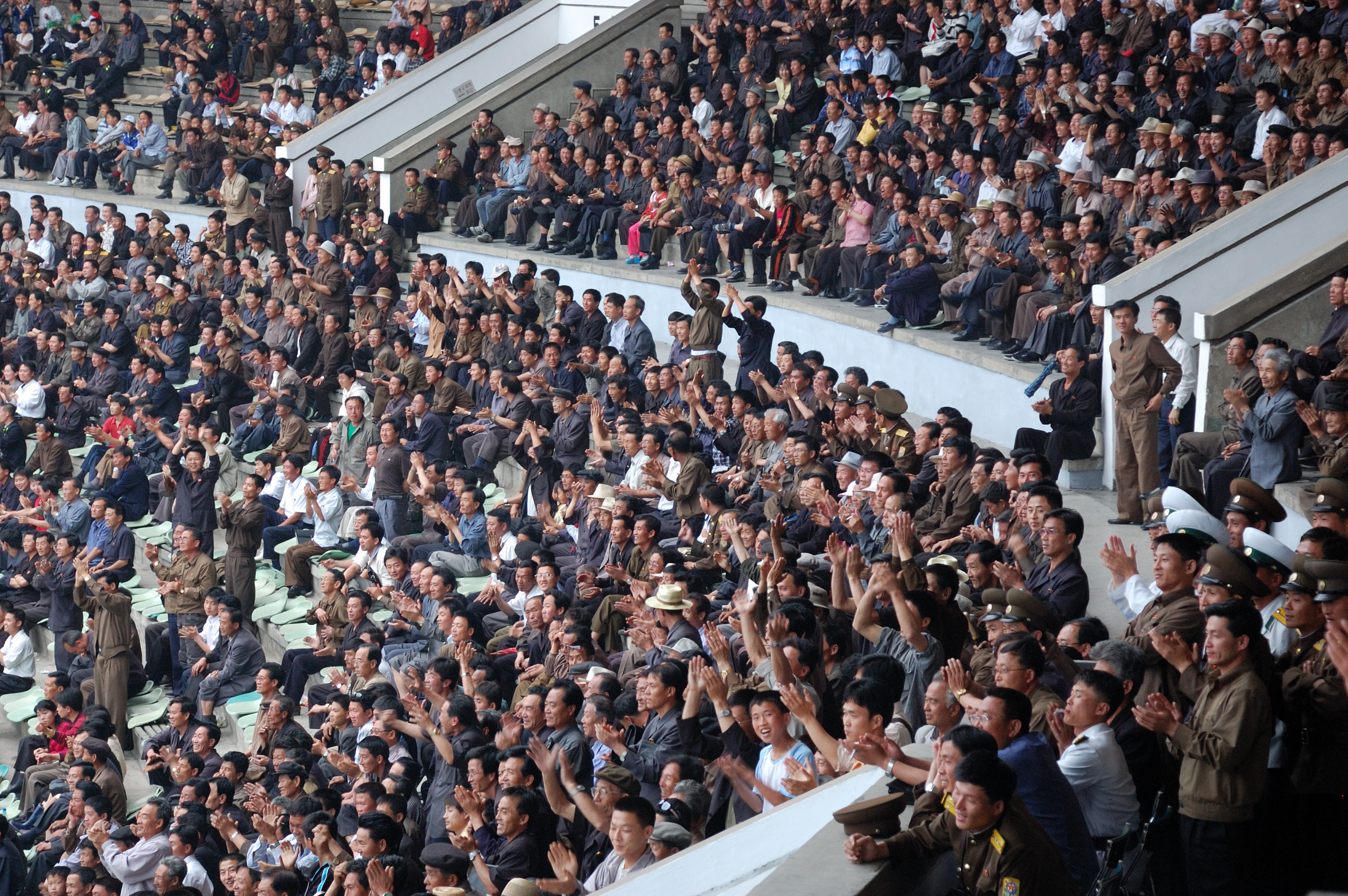
Public lors de la rencontre internationale Corée du Nord-Turkménistan, juin 2008.